# Celonites peliostomi
Celonites peliostomi är en stekelart som beskrevs av Friedrich W. Gess 1989. Celonites peliostomi ingår i släktet Celonites och familjen Masaridae. Inga underarter finns listade.